# 京宁高速动车组列车
京宁高速动车组列车是中国铁路运行于首都北京市至江苏省南京市及无锡市代管宜兴市的高速动车组列车，自2014年12月10日起开行，现每天开行1.5对列车，列车客运乘务由上海局集团南京客运段担任。
除此以外，往返北京与南京的旅客可以选择其他旅客列车实现出行需求。

## 历史
2011年6月30日，京沪高速铁路开通，新增G201-206次，共6对北京南~南京南间运营的高速动车组列车。
2011年8月，由于中国北车股份有限公司生产的54组CRH380BL动车组列车在京沪高速铁路开通后因质量问题被召回，北京南~南京南2.5对列车停运。
2017年9月21日，全国铁路运行图调整，G205/206次延长至上海虹桥站始发终到，车次同步调整为G9/10次。
2017年12月28日，配合淮萧铁路开通，北京南~南京南G201/202次列车调整至淮北站始发终到。
2019年12月30日，南京南~北京南G204次单方向延长至宜兴站始发。
2021年6月25日，全国铁路运行图调整，原北京南~南京南G203次车次调整为G2585次，原宜兴~北京南G204次车次调整为G2578次。

### 现行G65/66次
2011年6月30日，京沪高速铁路开通，新增北京南~徐州东D211/212次列车。
2013年7月1日，全国铁路运行图调整，本对列车车次调整为D351/352次。
2014年12月10日，本对列车车次调整为G207/208次。
2021年6月25日，配合京沪高铁运行图重排，本对列车车次调整为G2589/2572次。
2025年1月5日，本对列车延长至南京南站始发终到，车次同步调整为G65/66次。

## 使用列车
G65/66次列车使用配属上海局集团南京南动车运用所的CR400BF-AZ；G2585/2578次列车使用配属上海局集团南京南动车运用所的CR400BF-A。